# Cal Marsal
|  | No s'ha de confondre amb Cal Marçal. |

Cal Marsal és un edifici al municipi de les Borges Blanques (Garrigues) catalogat a l'Inventari del Patrimoni Arquitectònic de Catalunya. Des de 1924 i fins al 1970 serví de seu a la CTNE. La casa era coneguda com a Cal Marsal, malnom que li venia pel cognom del notari. Hom té constància de l'existència de la central telefònica des de 1912 però aleshores estava al Palau del Marquès d'Olivart. El 1989 era propietat de Ferran Montero i Pozuelo i Josefa Flora i Sosa. L'edifici en aquell moment estava en un projecte de rehabilitació (desembre 1989) que consistia en una planta baixa, entresòl i tres pisos acabat amb una terrassa plana i una coberta a dues aigües.
Edifici de planta baixa, entresòl i tres pisos més on destaquen sobretot les grans obertures de les finestres i balcons. La base d'aquests balcons, tres per cada pis a excepció dels dos inferiors, és una motllura de pedra amb diverses franges; als cantons té caps femenins de forma volutada amb detalls ornamentals com si suportessin el pes. A principis noranta la façana, tot i que degradada, es trobava intacte però ja a finals d'aquesta dècada es va reconvertir l'edifici en diverses habitatges i s'arrebossà la façana. Cal citar també la importància del pis baix, encara de pedra vista, on la portada central ha estat datada el 1868.

## Història
1. 1 2 3 4  «Cal Marsal». Inventari del Patrimoni Arquitectònic de Catalunya.   Direcció General del Patrimoni Cultural de la Generalitat de Catalunya. [Consulta: 1r setembre 2015].